# Marta Larralde
Marta Rivera Larralde (Vigo, Pontevedra, 22 de abril de 1981), conocida como Marta Larralde, es una actriz española.

## Biografía
Aunque se formó como realizadora con un Ciclo Superior de Realización en la Escuela de Imagen y Sonido de Vigo, y empezó trabajando detrás de la cámara como guionista, directora y ayudante de dirección, se sintió atraída por la interpretación y se ha convertido en una de las actrices gallegas de mayor proyección tras ser elegida de forma casual en 2001 para protagonizar el largometraje Lena, de Gonzalo Tapia, rodado en su ciudad natal, Vigo.
Desde entonces ha participado en varias películas, destacando León y Olvido y su breve aparición en Mar adentro, así como un papel fijo en la undécima temporada de la serie televisiva Hospital Central en 2006 y, anteriormente, en varias producciones de la TVG. Su papel en Gran Hotel y en Seis hermanas realzaría todavía más su madera como actriz.
Su formación incluye cursos teatrales, de animación, vocalización, danza y expresión corporal.

## Trabajos como actriz

### Películas
- Lena (2001), de Gonzalo Tapia, como Lena
- El lápiz del carpintero (2003), de Antón Reixa, como Costurera 3
- Una preciosa puesta de sol (2003), de Álvaro del Amo, como Beatriz
- León y Olvido (2004), de Xavier Bermúdez, como Olvido
- Mar adentro (2004), de Alejandro Amenábar, como muchacha en la playa
- Interior (noche) (2005), de Miguel Ángel Cárcano, como Ana
- La velocidad funda el olvido (2005), de Marcelo Schapces, como Carmen
- El penalti más largo del mundo (2005), de Roberto Santiago, como Cecilia
- Viure de mentides (2005) (TV), de Jorge Algora, como Cristina Durán
- Días azules (2006), de Miguel Santesmaces, como Belén
- Hotel Tívoli (2006), de Antón Reixa, como Rita
- Dos miradas (2007), de Sergio Candel, como Laura
- 4.000 euros (2008), de Richard Jordan, como Sara
- Onde esta a felicidade? (2010) de Carlos Alberto Riccelli, como Milena
- Outro máis (2011; tv) de Ricardo LLovo, como Bea
- Todas las mujeres (2013), de Mariano Barroso, como Carmen
- O Ouro do Tempo (2014), de Xavier Bermúdez
- Justi & Cía. (2014), de Ignacio Estaregui
- La playa de los ahogados (2015), de Gerardo Herrero, como Alicia
- Novatos (2015), de Pablo Aragüés, como Carmen
- El apóstata (2015), de Federico Veiroj, como Pilar

### Cortos
- Los perros de Pavlov (2003), de Kike Maíllo, como Alicia
- El último peldaño (2004), de José Manuel Quiroga
- Reencuentro (2006), de José Manuel Vázquez y Martín Cañedo
- HollywoodWonderland (2006), de Alfonso Campos
- Luz (2007), de Antonio Pérez
- Espaguetis crudos (2008), de Lluna Juve, como Ariane
- Mínimo común múltiplo (2009), de Rubén Coca, como Andrea
- Il mondo mío, de José Manuel Fandos y Manuel Estella, como Virginia
- El disfraz del cielo, de Javier Marco Rico, como acróbata
- Pornobrujas, de Juan Gautier, como Andrea
- La colina del olvido, de Borja García, como Noa
- Tres minutos (2013), de Javier Marco Rico
- Bajo interior derecha (2019), de Martín Ortiz
- vacía (2020), de Alex Rodríguez y Sara Mosquera (voz)
- NUDO (2023), de Herminio Cardiel

### Televisión

#### Personajes fijos
- Hospital Central (2006, Telecinco), como Luna
- Gran Hotel (2011-2013, Antena 3), como Belén Martín
- Seis hermanas (2015-2017, TVE), como Diana Silva
- Fariña (2018, Antena 3), como Nieves
- Vivir sin permiso (2020, Telecinco), como Marina Cambeiro
- Caronte (2020, Amazon Prime Video y Cuatro), como Natalia
- HIT (2021, La 1), como Francis
- No me gusta conducir (2022, TNT), como Manuela

#### Personajes episódicos
- Galicia Express (2000, TVG)
- Pequeno Hotel (2001, TVG)
- Un paso adelante (2004, Antena 3), como Elena
- UCO (2009, TVE), como Ana
- O Nordés (2009, TVG), como Ana
- Impares (2009, Antena 3), como Diana
- Matalobos (2009, TVG), como Raquel
- Todas las mujeres (2010, TNT), dirigida por Mariano Barroso, como Carmen
- Los misterios de Laura (2011, TVE), como Susana
- B&B, de boca en boca (2015, Telecinco), como Lucía
- Servir y proteger (2018, TVE), como Nora Muñoz
- Pequeñas coincidencias (2021, Amazon Prime Video), como Crítica gastronómica

### Teatro
- El zoológico de cristal, dirigida por Manuel Camba
- El flautista de Hamelín, dirigida por Manuel Camba
- Aquelarre, dirigida por Malé González
- El color de agosto, dirigida por Marta Álvarez
- Sosticio, con La Fura dels Baus
- La intrusa, dirigida por Rosa Fernández
- Tardes no solpor, poesía y acrobacias en el Museo Verbum de Vigo
- Precipiatadas, danza aérea
- Teoría y práctica sobre los principios mecánicos del sexo, dirigida por Miguel Ángel Cárcano
- Nada tras la puerta, dirigida por Mikel Gómez de Segura
- Zorras y Koalas, microteatro
- Ana el Once de Marzo, dirigida por Paloma Pedrero y Pilar Rodríguez

## Trabajos como guionista
- 666, programa piloto para TV
- ¡Ah, eres tú!, cortometraje
- Un mar de recuerdos, documental
- Ni de tu sombra, cortometraje

## Trabajos como auxiliar de dirección
- Los lunes al sol (2002), de Fernando León de Aranoa
- Descongélate (2003), de Félix Sabroso y Dunia Ayaso

## Premios y nominaciones

### 2001
- Premio Mejor Actriz en el Festival de Cine de Tudela, por Lena
- Premio Mejor Actriz Chano Piñeiro, por Lena

### 2004
- Premio a la Mejor Actriz en el Festival de Cine de Toulouse, por León y Olvido
- Premio a la Mejor Actriz en el Festival Internacional de Cine de Karlovy Vary, por León y Olvido
- Premio a la Mejor Actriz en Black Nights en Tallin- Estonia, por León y Olvido
- Premio a la Mejor Actriz en el Festival Internacional de Cine Independiente de Orense, por León y Olvido
- Premio Mestre Mateo a la Mejor Actriz Protagonista, por León y Olvido

### 2006
- Nominación al Premio Mestre Mateo Mejor Actriz Secundaria, por Días azules

### 2011
- Nominación al Premio Mestre Mateo Mejor Actriz Secundaria por Outro máis [1]

### 2012
- Premio Ofimar a la mejor interpretación en el XIV Festival de Cine Octubre Corto, por Pornobrujas [2]

### 2013
- Premio a la mejor actriz en el XVI Certamen Nacional de Cortometrajes de Astorga, por Skiper [3]
- Premio a la mejor actriz en el XVIII Certamen de Creación Audiovisual de Cabra, por No hace falta que me lo digas [4]